# 北港運河
北港運河（ほっこううんが）は、かつて大阪府大阪市此花区において安治川と正蓮寺川を結んでいた淀川水系の運河。正蓮寺川合流点付近の残存部は島屋北入堀（しまやきたいりほり）と呼ばれる。

## 地理
住友財閥によって1917年（大正6年）に安治川岸から運河の開削に着工。1919年（大正8年）に大阪北港株式会社（現・住友商事）を設立し、1920年（大正9年）に西成線（現・桜島線。ただし当時は現在より北側を通っていた）交点まで開削された。しばらく入堀の状態で住友入堀と呼ばれていたが、1926年（大正15年）に西成線鉄橋と道路橋の正安橋が跳上橋に架け替えられ、1931年（昭和6年）に正蓮寺川まで直結・開通した。
現在の此花区桜島・北港と島屋の間を流れていたが、桜島付近はユニバーサル・スタジオ・ジャパンの建設によって姿を消し、上述の島屋北入堀を残すだけとなった。安治川の北港運河分岐点跡にはユニバーサルシティポート（桜島浮桟橋）が設置され、2001年（平成13年）3月に供用を開始した。島屋北入堀と正蓮寺川沿いには北港運河公園と此花西部臨港緑地がある。